# José Fernández Enciso
José Fernández Enciso (Torvizcón, Granada, 1808) fue abogado y político español.

## Biografía
Licenciado en Derecho por la Universidad Literaria de Granada.
Fue abogado. Trabajó en el Cuerpo de Administración Civil.
En 1830 fue Juez de Primera Instancia de Colmenar (Málaga), y Albuñol (Granada) y, posteriormente, abogado de los Tribunales Nacionales.
En 1843 fue Jefe Político de Soria, y poco más tarde jefe político de Barcelona. En 1846 fue nombrado jefe político de Valladolid, posteriormente de la provincia de Córdoba y el 4 de marzo de 1847 fue nombrado jefe político de la provincia de Zaragoza. Tomó posesión del cargo el 22 de mayo de 1847.
Del 22 de mayo de 1847 al 14 de julio de 1848 también fue presidente de la Diputación Provincial de Zaragoza.
El 15 de julio de 1848 fue nombrado jefe superior de Policía de la provincia de Madrid, cargo recién creado.
En 1849 fue nombrado gobernador de la provincia de La Coruña. En 1850 fue nombrado gobernador de la provincia de Málaga y, unos meses más tarde, de la provincia de Granada.
Con el cese del Gobierno de Narváez en enero de 1851 pasa al Consejo Real, pero es destituido al mes siguiente por el Gobierno de Bravo Murillo. En abril de 1851 el Consejo Real denegó al Tribunal Supremo el suplicatorio para procesarle por una detención arbitraria cuando era jefe superior de policía de Madrid. Fue candidato a diputado por los moderados en las elecciones de mayo de 1851 por el distrito de Ugíjar, Granada, sin salir elegido, tras de lo cual se retiró de la vida pública y se dedicó al cultivo de olivos en Málaga.
En 1848 recibió la Gran Cruz de la Orden de Isabel la Católica.
| Predecesor: Rafael Urriés | Presidente de la Diputación Provincial de Zaragoza 22 de mayo de 1847 - 14 de julio de 1848 | Sucesor: Fernando de Norzagaray |